# Heterocerus maritimus
Heterocerus maritimus is een keversoort uit de familie van de oevergraafkevers (Heteroceridae). De wetenschappelijke naam van de soort is voor het eerst geldig gepubliceerd in 1844 door Guerin-Meneville.